# Renault Nervasport

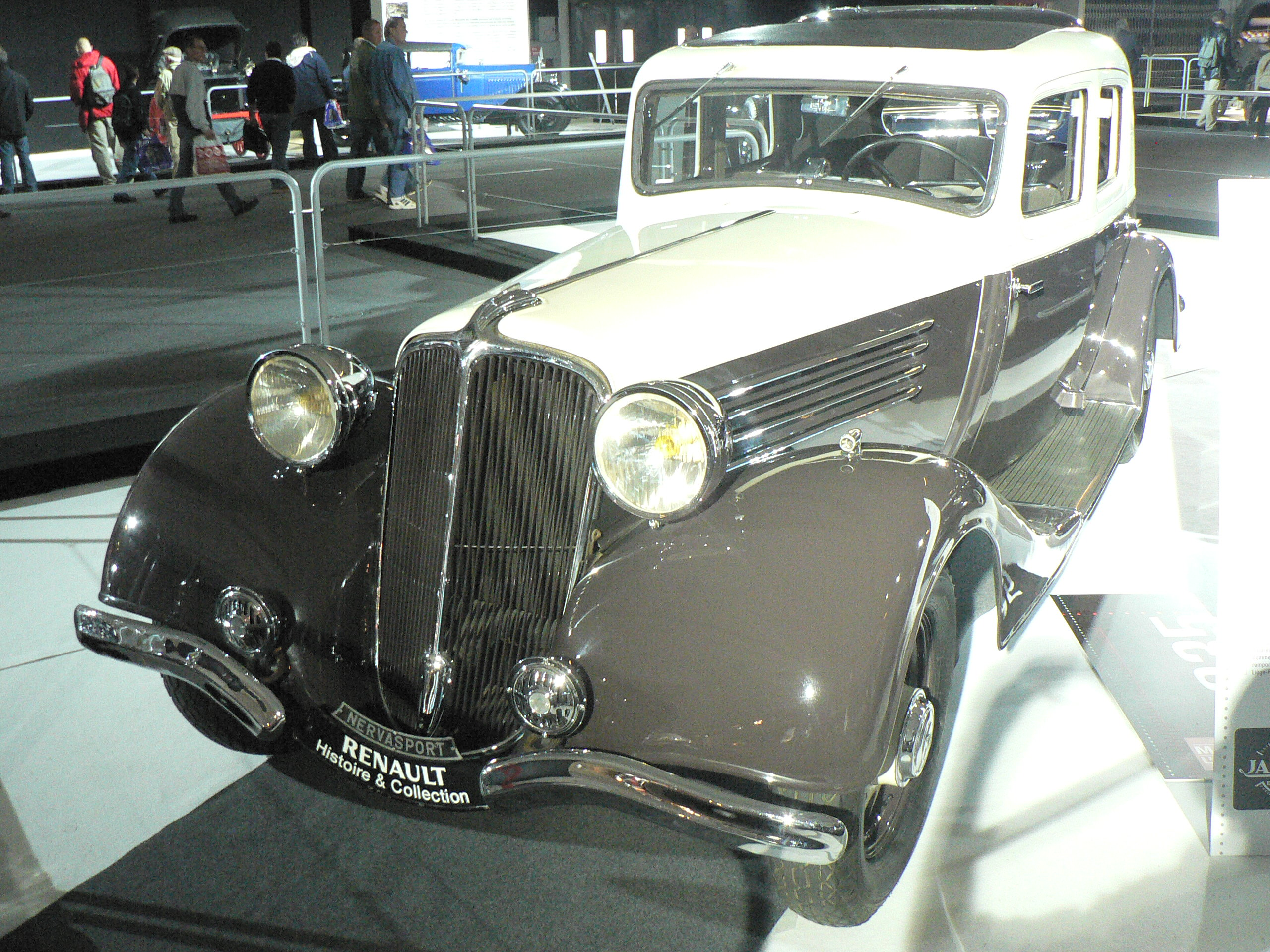
Mit vier waagerechten Lüftungsschlitzen:
Type ZC 4 als Limousine (1934–1935)

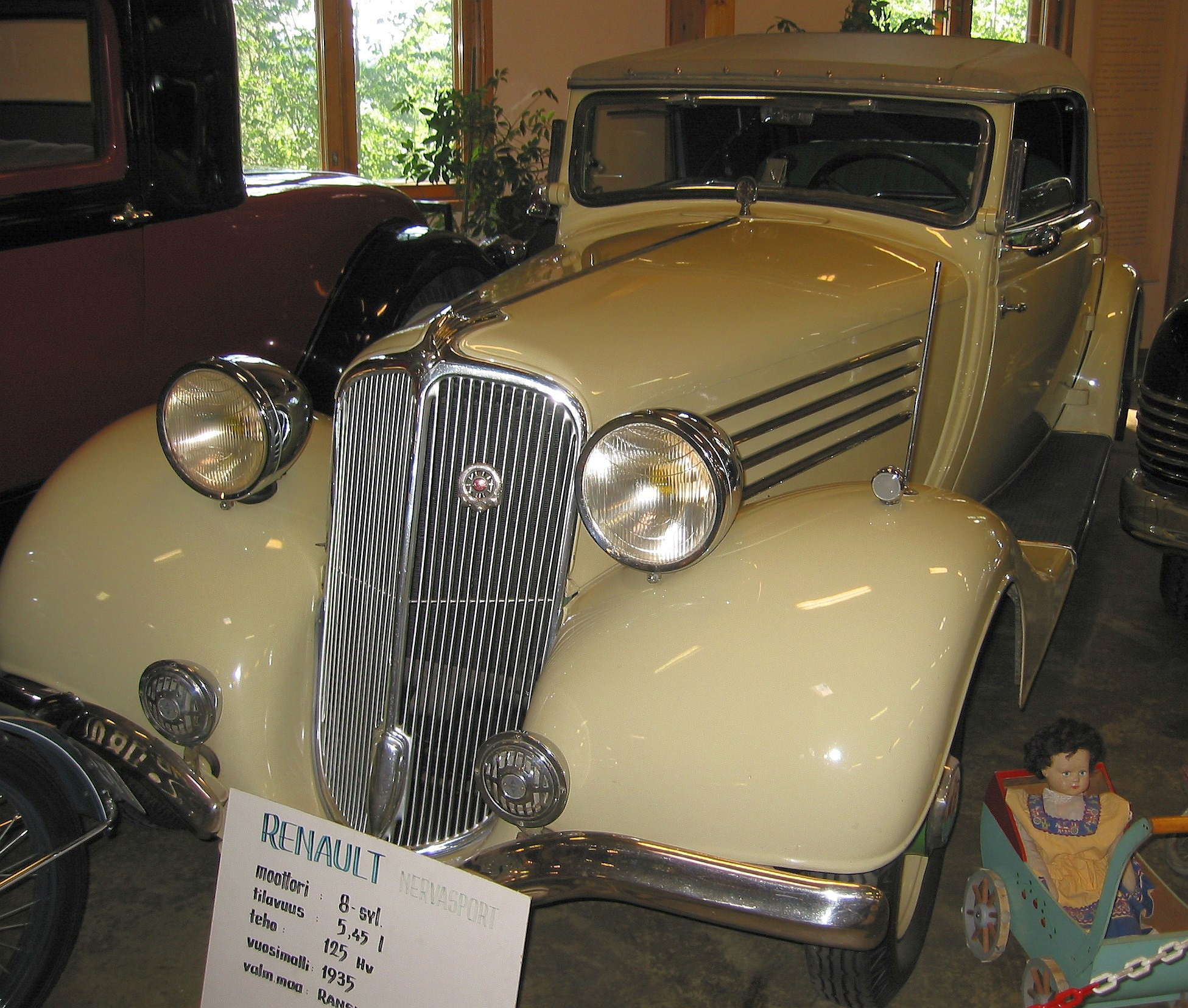
Mit der gleichen Frontgestaltung, aber dem größeren Motor:
Type ACN 1 als Cabriolet (1935)

Der Renault Nervasport war ein Personenkraftwagenmodell der Zwischenkriegszeit von Renault. Die Typencodes lauteten Type TG, Type ZC und Type ACN.

## Beschreibung
Renault präsentierte das Fahrzeug im März 1932 als Variante des Renault Nervastella. 1935 endete die Produktion.

### Type TG 5
Der wassergekühlte Achtzylindermotor mit 75 mm Bohrung und 120 mm Hub leistete aus 4241 cm³ Hubraum 100 PS. Die Motorleistung wurde über eine Kardanwelle an die Hinterachse geleitet. Bei einem Radstand von 313 cm waren die Fahrzeuge 467 cm lang und 175 cm breit. Eine Internetquelle nennt 170 cm Fahrzeughöhe, gibt aber nicht an, auf welche Karosserievariante sich diese Angabe bezieht. In den Seiten der Motorhaube befanden sich fünf gleich große Lüftungsklappen. Die vordere Stoßstange war einteilig und gerade. Zur Wahl standen Limousine, Coupé, Cabriolet und Roadster.

### Type ZC 2
Die nationale Zulassungsbehörde erteilte dieser Ausführung am 30. September 1933 seine Zulassung. Eine größere Zylinderbohrung von 80 mm sorgte für einen Hubraum von 4825 cm³. Die Motorleistung stieg auf 120 PS. Der Radstand maß 318,4 cm und die Spurweite vorne 144 cm bzw. 145,4 cm hinten. Eine andere Quelle nennt 319 cm Radstand, 480 cm Fahrzeuglänge und 185 cm Fahrzeugbreite. Der Wendekreis war mit 16 Metern angegeben. Die fünf Lüftungsklappen waren ungleich groß. Die einteilige vordere Stoßstange war in der Mitte nach unten gebogen. Zur Wahl standen die gleichen Karosserieversionen wie zuvor.

### Type ZC 4
Im Oktober 1934 erschien diese Ausführung. Der Radstand war auf 320,9 cm verlängert worden. In den Seiten der Motorhaube befanden sich vier waagerechte Lüftungsschlitze. Zwischen den beiden kurzen vorderen Stoßstangen befand sich das Kraftfahrzeugkennzeichen. Am 26. März 1935 wurde diese Ausführung eingestellt.

### Type ACN 1
Diese Ausführung erhielt seine Zulassung bereits am 11. Dezember 1934, ersetzte den Vorgänger aber erst ab 26. März 1935. Eine größere Zylinderbohrung von 85 mm ergab 5447 cm³ Hubraum. Die Preise lagen 3000 Franc höher als vorher. Weitere Unterschiede sind nicht überliefert. Eine Quelle nennt 319 cm Radstand, 500 cm Fahrzeuglänge und 185 cm Fahrzeugbreite, gibt aber nicht an, ob diese Daten auch für den Type ZC 4 galten.

## Rallye- und Rekordfahrten

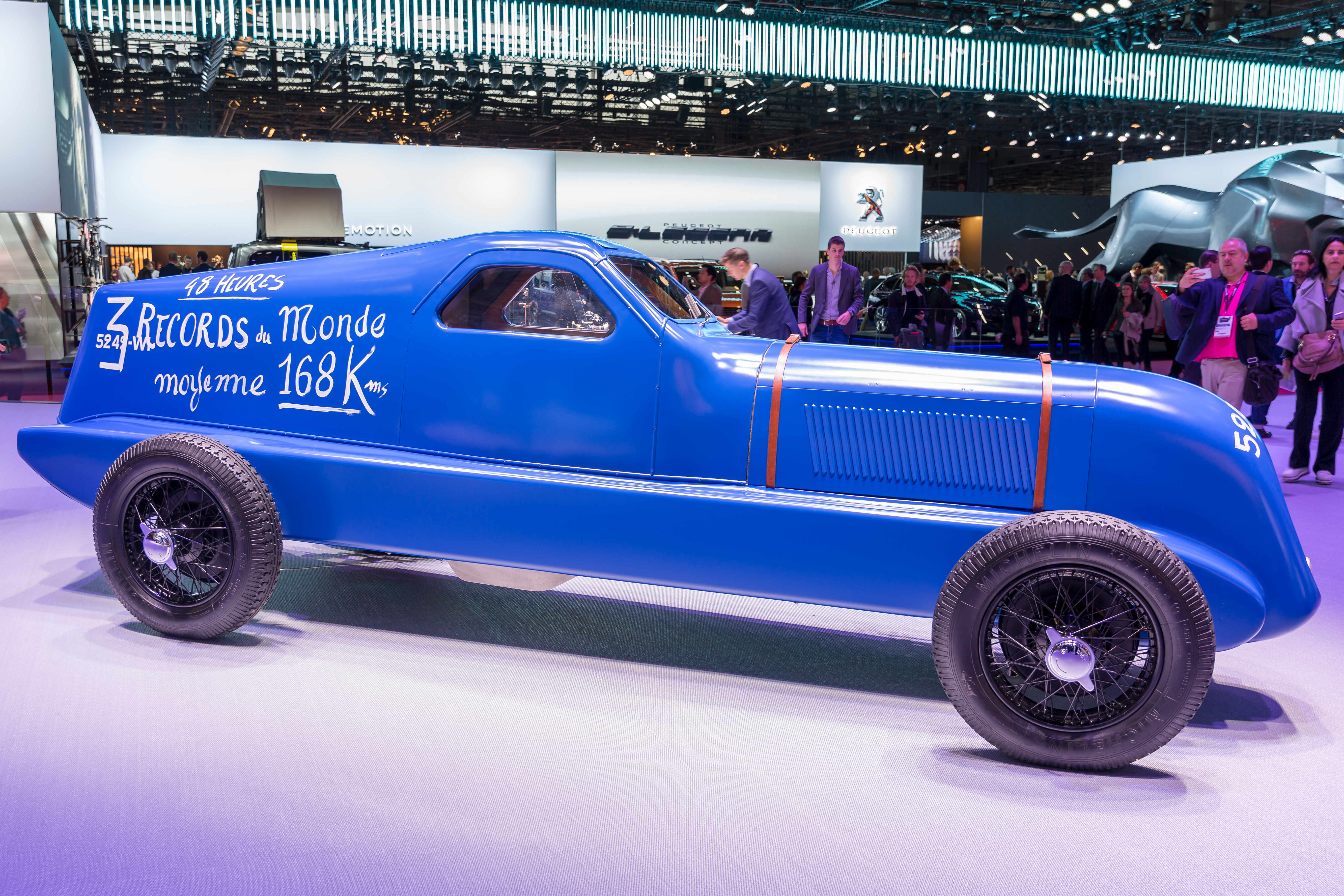
Nervasport Rekordfahrzeug auf dem Pariser Auto-Salon 2018

Zwischen dem 3. und dem 5. April 1934 erreichten die Fahrer Quatresous, Fromentin, Berthelon und Wagner mit einem Nervasport die Weltrekorde über 4000 Meilen, 5000 Meilen und 48 Stunden sowie neun internationale Rekorde. 1935 gewannen die Fahrer Lahaye und Quatresous mit einem speziell karosserierten Nervasport die Rallye Monte Carlo.

## Einstufung im französischen Steuer- und Versicherungssystem
Der Wagen brachte es auf sagenhafte 28 CV.